# Hector Albino Martini
Hector Albino Martini (Buenos Aires, 21 luglio 1931 – Buenos Aires, 30 aprile 2018) è stato un militare argentino.

## Biografia
Hector Albino Martini nacque nel 1931 a Buenos Aires da Martini Duilio e Gioseffa Martini. Nel 1947 entrò nella "Escuela Naval Militar" e nel 1953 si laureò come guardiamarina.
Appassionato del volo, l'anno dopo frequentò il corso di pilota navale e fece parte della prima spedizione scientifico-militare argentina al Polo sud: fu uno dei piloti che il 6 gennaio 1962, partendo dalla base di Río Gallegos, portarono due aerei Douglas DC3 ad elica dell'Aviazione militare ad atterrare sul pack polare. Nel 1972 fu nominato comandante della squadriglia aeronavale antisommergibili e dal 1978 comandante del gruppo imbarcato dell'aviazione militare argentina. Nel 1982 ebbe una parte rilevante anche nella guerra delle Falkland contro il Regno Unito, con il grado di capitano di vascello, al comando dell'unica portaerei argentina, la ARA Veinticinco de Mayo, nave ammiraglia della flotta. Il 2 maggio del 1982 partecipò ad uno degli scontri più eclatanti di quel conflitto, che vide l'affondamento dell'incrociatore argentino ARA General Belgrano, silurato dal sottomarino britannico HMS Conqueror con la perdita di 230 dei 1000 uomini dell'equipaggio. L'incrociatore, scortato da cacciatorpediniere lanciamissili, stava per penetrare nella zona d'operazioni e lanciare un attacco contro le portaerei inglesi, operando una manovra a tenaglia con la Veinticinco de Mayo. In quell'occasione il capitano Martini portò la sua portaerei nei pressi dell'incrociatore e riuscì a salvare 770 naufraghi.
Nel 1985 Martini fu promosso a grado di contrammiraglio e nel 1989 a comandante in capo dell'aviazione militare navale argentina. Alla fine di quello stesso anno, dopo 41 anni di servizio, si ritirò in pensione, ma il Governo argentino lo investì del prestigioso ruolo di membro del consiglio supremo delle forze armate, incarico che ricoprì per 10 anni. Dal 1999 al 2001 ricoprì gli incarichi di presidente dell'istituto aeronavale e presidente del centro navale. Negli ultimi anni della sua vita continuò a dedicarsi alla sua passione, l'aeronautica, dando alle stampe dei libri sulla storia dell'aviazione navale argentina in 5 volumi, di cui l'ultimo fu presentato proprio nel 2012, nel corso delle celebrazioni per il 50º dell'impresa al polo.
Hector Albino Martini morì il 30 aprile 2018; i suoi resti riposano nel "Panteòn Naval" del cimitero della "Chacarita" a Buenos Aires.